# مغارة كفرحيم

مغارة كفرحيم في منطقة الشوف، اكتشفت عام 1974، وقدّر الخبراء الجيولوجيين عمر المغرة بما يزيد على أربع ملايين سنة. والمغارة مكونة من عدة طبقات، وتضم بداخلها في كل جانب مشاهد متنوعة الأشكال والأحجام، ومياها متدفقة بشكل شلالات، وتتدلى من سقوفها النوازل وتعلو من أرضها الصواعد البراقة.

## الموقع
تقع مغارة كفرحيم في وسط قضاء الشوف محافظة جبل لبنان على ارتفاع 600 متراً عن سطح البحر وتبعد 11 كلم عن بلدة الدامور الساحلية، وتبعد عن بيروت العاصمة 30 كلم.

## مميزاتها وأوصافها الداخلية
مغارة كفرحيم عبارة عن طبقات متداخلة تشكل عدّة مغاور متنوعة الأشكال والمناظر والأحجام ومختلفة بعضها عن بعض. بداخلها دهاليز ومياه متدفقة على شكل شلالات و برك ماء محيطة بها من كل جانب وفيها كثرة من الترسبات الكلسية المعروفة ب(صواعد و نوازل.

### عمقها
تقع على عمق ثمانية إلى عشرين متراً عن سطح الأرض وذات حرارة معتدلة صيفاً وشتاءً.
في داخلها قاعات فسيحة وارتفاعات مختلفة وشموعها المتدلية من السقف

### منتجع كفرحيم
وقد تم بناء مجمعاً سياحياً على ضهرها، يتضمن صالة للإستقبال ومعرضاً حرفياً للحرف والتحف والأشغال اليدوية.

## وصلات خارجية
- موقع مغارة كفرحيم على النت.